# 白行中
白行中，字大本，陕西清涧人，是一名明朝政治人物。举人出身。
白行中曾于1472年接替田臻任松江府知府一职，由徐万全接任。